# آرامگاه نبی غلامان
بقعه نبی غلامان مربوط به دوره پهلوی اول است و در شهرستان بجنورد، بخش رازوجرگلان، دهستان غلامان، روستای غلامان واقع شده و این اثر در تاریخ ۱۵ دی ۱۳۸۷ با شمارهٔ ثبت ۲۴۲۳۳ به‌عنوان یکی از آثار ملی ایران به ثبت رسیده است.